# 79354 Brundibár
79354 Brundibár è un asteroide della fascia principale. Scoperto nel 1997, presenta un'orbita caratterizzata da un semiasse maggiore pari a 2,3119902 UA e da un'eccentricità di 0,0994015, inclinata di 5,05265° rispetto all'eclittica.